# Jimramov
Jimramov (deutsch Ingrowitz, älter auch Ingerwitz) ist ein Flecken mit 1281 Einwohnern am Zusammenfluss der Svratka und Fryšavka an der Grenze zwischen Böhmen und Mähren in der Region Vysočina. Das Städtchen liegt abseits von Hauptverkehrswegen.

## Geschichte
Gegründet wurde das Städtchen im 13. Jahrhundert durch Jimram (Emmeram) von Pernstein. Urkundlich erstmals erwähnt wurde es 1361 durch den Bau der Burg Skály durch Artleb von Kunstadt-Starechowycz. Von den Herren von Pernstein wurden während ihrer Herrschaft einige Privilegien erteilt, die 1537 durch den Kaiser Ferdinand I. bestätigt wurden. Der Ort konnte bis heute sein altertümliches Aussehen erhalten. 1778 verkaufte Marie Antonia von Waldorf die Herrschaft an das mährische Geschlecht italienischer Abstammung Belcredi, die hier bis 1948 auf ihrem Schloss lebten, welches ihnen 1991 wieder übereignet wurde. Die Häuser um den Marktplatz bilden ein denkmalgeschütztes Ensemble. Seit 2006 ist Jimramov ein Městys.

## Sehenswürdigkeiten
- Marktplatz
- Schloss

## Ortsgliederung
Der Městys Jimramov besteht aus den Ortsteilen Benátky (Benatek), Jimramov (Ingrowitz), Sedliště (Sedlischt), Trhonice (Trhonitz) und Ubušín (Groß Ubuschin). Grundsiedlungseinheiten sind Benátky, Jimramov díl 1, Jimramov díl 2, Sedliště, Trhonice und Ubušín.
Das Gemeindegebiet gliedert sich in die Katastralbezirke Jimramov, Sedliště u Jimramova, Trhonice und Ubušín.

## Persönlichkeiten

### Söhne und Töchter des Ortes
Die Auflistung erfolgt chronologisch nach Geburtsjahr.
- Karel Slavíček (1678–1735), tschechischer Jesuit, Missionar, Mathematiker, Astronom und Sinologe
- Matěj Josef Sychra (1776–1830), tschechischer Priester, Sprachwissenschaftler und Schriftsteller
- Egbert Belcredi (1816–1894), österreichischer Politiker
- Richard Graf Belcredi (1823–1902), österreichischer Politiker
- Jan Karafiát (1846–1929), tschechischer evangelischer Pfarrer, Schriftsteller und Publizist
- Alois Mrštík (1861–1925), tschechischer Schriftsteller und Dramaturg
- Vilém Mrštík (1863–1912), tschechischer Schriftsteller, Dramaturg, Übersetzer und Literaturkritiker
- František Žemlička (1891–1970), tschechischer Bildhauer
- Bohuslav Kozák (1903–1938), tschechischer Maler
- Čeněk Dobiáš (1919–1980), tschechischer Maler